# Rui Poças
Rui Poças (Porto, 4 de dezembro de 1966) é um director de fotografia e cineasta português.

## Biografia
Em 1993 acabou o curso de Cinema na área de Imagem, na Escola Superior de Teatro e Cinema. Nesse mesmo ano, frequentou, em Budapeste, na Hungria, o "2º Seminário Europeu para estudantes de direcção de fotografia", na Escola de Cinema de Budapeste e, na Corunha, Espanha, o seminário "A Luz no Cinema".
Em 1994 frequentou o Curso Avançado de Cinema da New York Film Academy.

## Filmografia enquanto director de fotografia
- 2017 - Zama - Longa-metragem realizada por Lucrecia Martel (cineasta)
- 2012 - O Que Arde Cura - Curta-metragem realizada por João Rui Guerra da Mata (cineasta).
- 2012 - Manhã de Santo António - Curta-metragem realizada por João Pedro Rodrigues (cineasta).
- 2012 - Tabu - Longa-metragem realizada por Miguel Gomes (cineasta).
- 2010 - La Guitare de Diamants - Curta-metragem realizada por Frank Beauvais (cineasta).
- 2010 - U-Mya - Curta-metragem realizada por Miguel Clara Vasconcelos (cineasta).
- 2009 - Film Noir - Desenho de Luz para a peça de teatro encenada por André Murraças (encenador).
- 2009 - Morrer Como um Homem - Longa-metragem realizada por João Pedro Rodrigues (cineasta).
- 2009 - Duas Mulheres - Longa-metragem realizada por João Mário Grilo (cineasta).
- 2009 - Tony - Curta-metragem realizada por Bruno Lourenço (cineasta).
- 2009 - O Tapete Voador - Documentário realizado por João Mário Grilo (cineasta).
- 2008 - Velocidade de sedimentação - Curta-metragem realizada por António Escudeiro (cineasta).
- 2009 - Tony - Curta-metragem realizada por Bruno Lourenço (cineasta).
- 2008 - Fernando Lopes, Provavelmente - Documentário realizada por João Lopes (cineasta).
- 2008 - Ela por Ela, Agustina Bessa-Luis e Maria João Seixas - Série Televisiva realizada por Fernando Lopes (cineasta).
- 2008 - Aquele Querido Mês de Agosto - Longa-metragem realizada por Miguel Gomes (cineasta).
- 2007 - Daqui p'ra Frente - Longa-metragem realizada por Catarina Ruivo (cineasta).
- 2007 - China, China - Curta-metragem realizada por João Pedro Rodrigues e João Rui Guerra da Mata (cineasta).
- 2006 - O Cântico das Criaturas - Curta-metragem realizada por Miguel Gomes (cineasta).
- 2004 - Alexandre O'Neill - Documentário realizado por Fernando Lopes.
- 2004 - José de Guimarães - Contacto - Documentário realizado por João Mário Grilo.
- 2004 - Santa Liberdade - Documentário realizado por Margarita Ledo Andión.
- 2004 - Horizonte(s) - Documentário realizado por Margarida Ferreira de Almeida.
- 2004 - A Cara que Mereces - Longa-metragem realizada por Miguel Gomes (cineasta).
- 2004 - Odete - Longa-metragem realizada por João Pedro Rodrigues.
- 2003 - Alvaro Lapa, a literatura - Documentário realizado por Jorge Silva Melo.
- 2003 - Cinco conversas com Glicínia - Documentário realizado por Jorge Silva Melo.
- 2003 - Sangue sobre Vermelho - Curta-metragem realizada por Pedro Baptista.
- 2003 - Maria e as Outras - Longa-metragem realizada por José Sá Caetano.
- 2003 - André Valente - Longa-metragem realizada por Catarina Ruivo.
- 2003 - Adriana - Longa-metragem realizada por Margarida Gil.
- 2002 - O Rapaz do Trapézio Voador - Longa-metragem realizada por Fernando Matos Silva.
- 2002 - Relâmpago - Tele filme realizado por José Nascimento.
- 2001 - Duplo Exílio - Longa-metragem realizada por Artur Ribeiro.
- 2001 - Hora da Morte - Tele Filme realizado por José Nascimento.
- 2000 - Inventário de Natal - Curta-metragem realizada por Miguel Gomes (cineasta).
- 2000 - Contra Ritmo - Curta-metragem realizada por João Figueiras.
- 2000 - Boris e Jeramias - Curta-metragem realizada por Pedro Caldas.
- 2000 - Contra Ritmo - Curta-metragem realizada por João Figueiras.
- 2000 - O Fantasma - Longa-metragem realizada por João Pedro Rodrigues.
- 1999 - Joaquim Bravo, Évora 1935 Etc. Etc. Etc. Felicidades - Documentário realizado por Jorge Silva Melo.
- 1999 - Grupo Puzzle - Documentário realizado por Hugo Vieira da Silva.
- 1999 - Entretanto - Curta-metragem realizada por Miguel Gomes (cineasta).
- 1998 - Entraste no Jogo Vais Ter de Jogar - Documentário realizado por Pedro Sena Nunes.
- 1998 - O Silêncio - Documentário realizado por António Loja Neves e Pedro Sena Nunes.
- 1998 - Um Outro País - Documentário realizado por Sérgio Tréfaut.
- 1998 - Pesadelo Cor de Rosa - Longa-metragem realizada por Fernando Fragata.
- 1998 - As Palavras Derretem-se na Água - Média Metragem realizada por Pedro Sena Nunes.
- 1997 - Madina de Boé - Documentário realizado por Manuel Costa e Silva e Manuel Tomás.
- 1997 - O Apartamento - Curta-metragem co-realizada por si e por
- 1996 - Se Deus Quiser - Documentário realizado por Fernando Lopes.
- 1996 - Guilege, o corredor da morte - Documentário realizado por Manuel Costa e Silva e José Manuel Saraiva.
- 1995 - Palolo - Ver o Pensamento a Correr - Documentário realizado por Jorge Silva Melo.
- 1994 - 25 Avril, 20 Ans Aprés - Documentário realizado por Pierre André Butain, Thomas Harlan e Dominique Rebourdin.
- 1994 - Misunderstandings - Curta-metragem
- 1994 - Kites Don´t Fly in NYC - Curta-metragem realizada por Luísa Ataíde.
- 1994 - Save Me - Curta-metragem realizada por Renato Falcão.
- 1993 - Eduardo Viana, Pintor - Documentário realizado por Luís Matos.
- 1992 - Nunca Mais Te Livres de Mim - Curta-metragem realizada por Pedro Sena Nunes.
- 1991 - Mar de Rosas - Curta-metragem realizada por Luís Matos.